# Synagoge (Hořovice)
Koordinaten: 49° 50′ 5,7″ N, 13° 54′ 10,1″ O

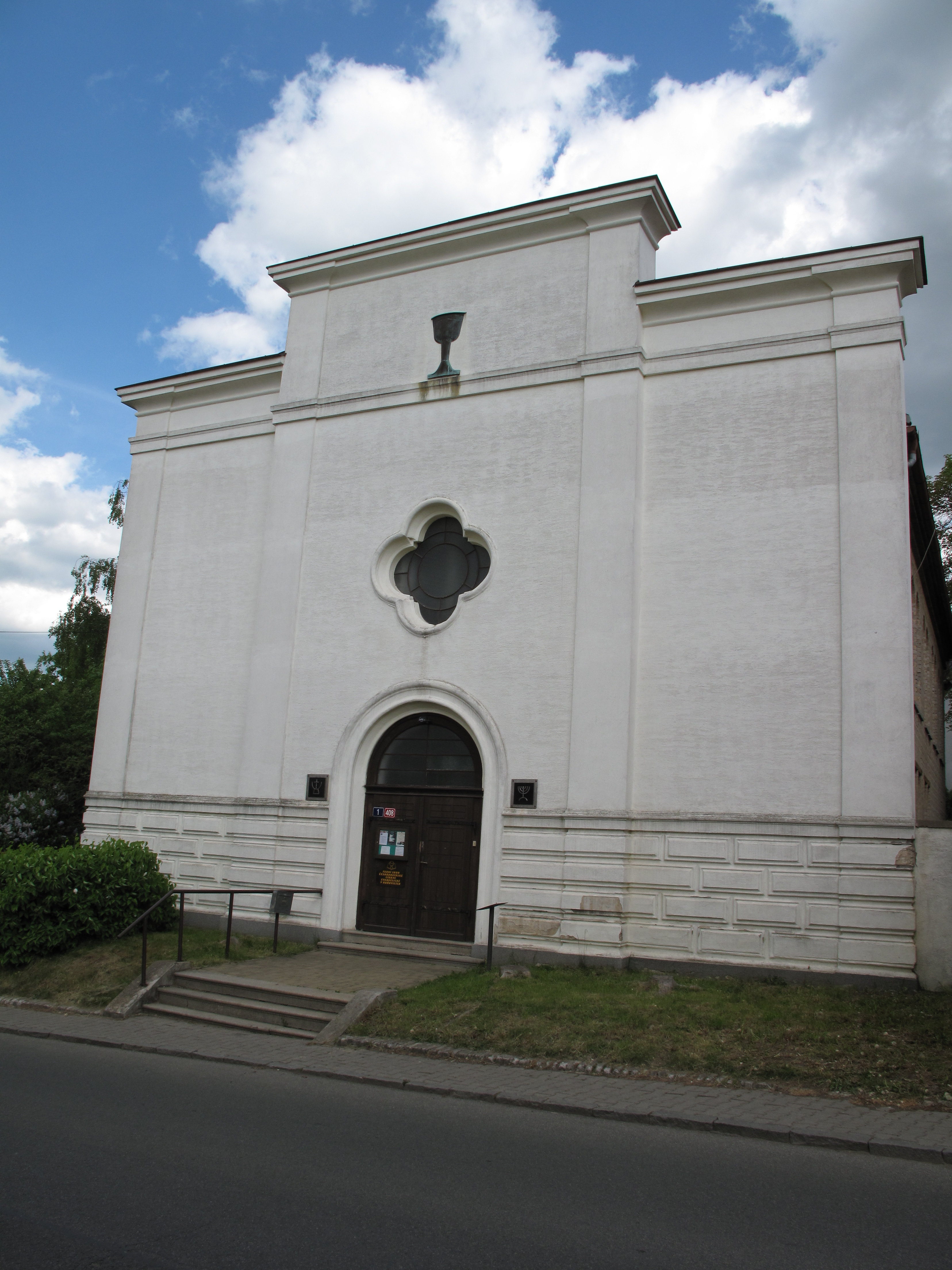
Synagoge in Hořovice

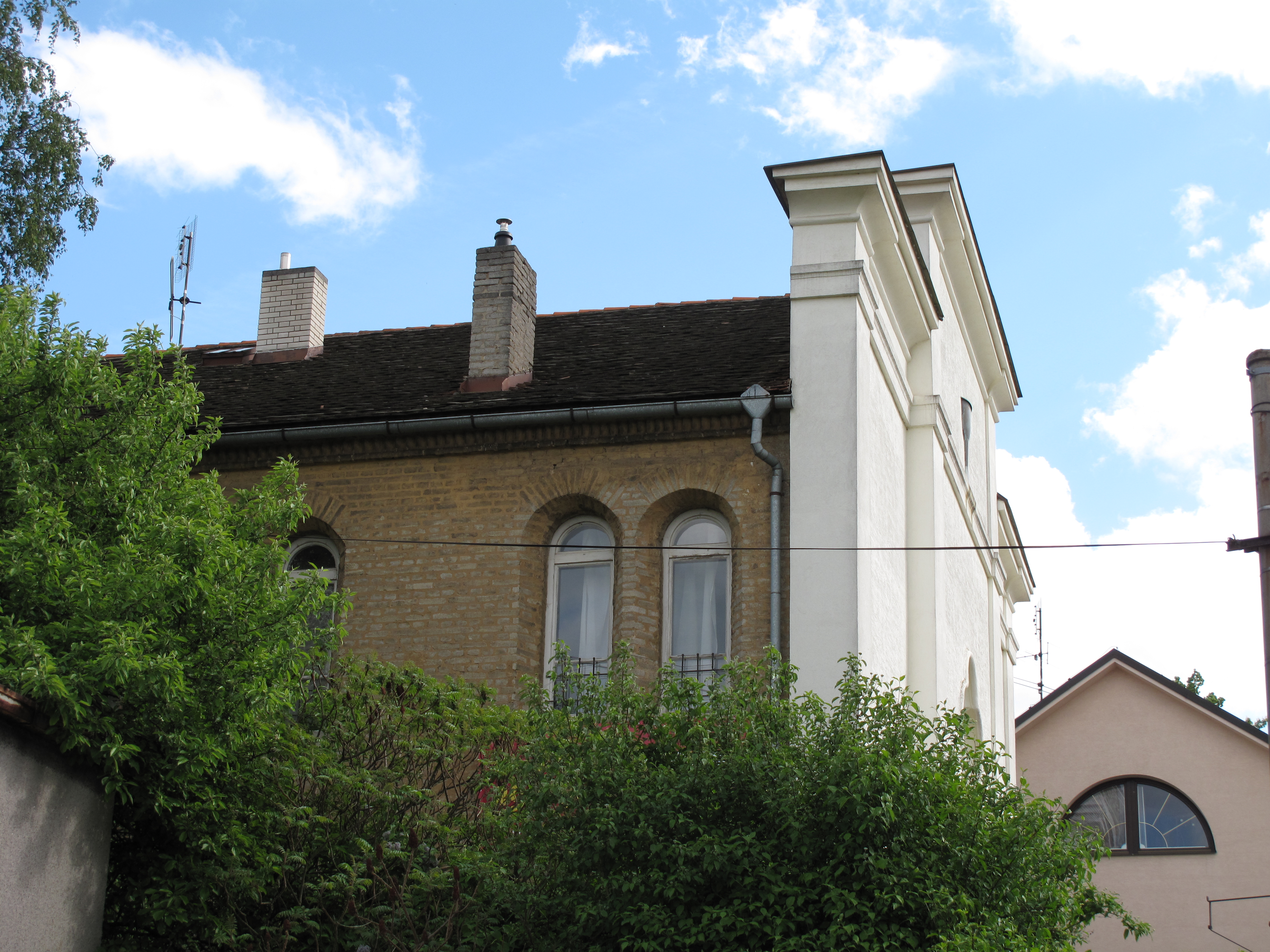
Seitenansicht

Die Synagoge in Hořovice (deutsch Horschowitz, Horowitz), einer tschechischen Stadt im Okres Beroun, wurde 1903/04 errichtet. Die profanierte Synagoge steht an der Straße Valdecká Nr. 408.
Das Synagogengebäude dient seit den 1950er Jahren der Hussitischen Kirche als Gotteshaus.